# Jaden McDaniels
Ne doit pas être confondu avec Jalen McDaniels.
Pour les articles homonymes, voir McDaniels.
Jaden McDaniels, né le 29 septembre 2000 à Seattle dans l'État de Washington, est un joueur américain de basket-ball évoluant aux postes d'ailier et d'ailier fort pour les Timberwolves du Minnesota en NBA. Son frère aîné, Jalen McDaniels, est aussi un joueur de basket-ball.

## Lycée et Université

### Lycée
McDaniels a joué au basket-ball pour l'équipe du lycée Federal Way High School à Federal Way, dans l'état de Washington. En première année, il était coéquipier de son frère aîné Jalen et a aidé Federal Way à remporter son deuxième championnat d'État consécutif de sa catégorie. McDaniels a marqué en moyenne 2,4 points et récupéré 1,8 rebond par match. Au cours de ses deux premières années, il a aidé son équipe à remporter 63 matchs consécutifs, la plus longue séquence de victoires de l'histoire de l'État depuis 1977.
Lors de sa troisième année de lycée, McDaniels a guidé Federal Way vers une deuxième place au tournoi d'État. Au cours de la saison, il a récolté en moyenne 21,3 points, 10 rebonds, 4,6 passes décisives et 3,3 blocs par match, et a remporté les honneurs de la première équipe USA Today All-USA Washington. En mai 2018, McDaniels a connu un succès éclatant à la Nike Elite Youth Basketball League (EYBL) avec le Seattle Rotary, renforçant ainsi sa position de meilleure recrue de la classe 2019,.
Le 25 janvier 2019, dans sa dernière année de lycée, il a enregistré 51 points contre Todd Beamer High School, un des autres lycées de Federal Way, battant le record de paniers en un seul match de l'école détenu par l'ancien joueur NBA Donny Marshall. McDaniels a mis en moyenne 23,3 points, 10 rebonds, quatre passes décisives et deux contres par match au cours de sa dernière saison, menant son équipe à la troisième place du tournoi d'État. Il a remporté la reconnaissance du joueur de l'année de sa catégorie et du joueur de l'année de Washington Gatorade. McDaniels a joué dans le McDonald's All-American Game et le Jordan Brand Classic.
À la fin de ses années de lycée, Jaden McDaniels est considéré comme une des meilleures recrues pour la draft 2020. ESPN le classe dans le top 10 des joueurs de sa classe. Le 22 mai 2019, il annonce qu'il jouera avec les Huskies de Washington, équipe de l'Université de Washington, à Seattle. Il avait également reçu une offre intéressante de l'université de Kentucky.

### Université
Au début de la saison universitaire, McDaniels est considéré comme un possible 1er choix lors de la draft NBA de 2020, devant d'autres super joueur comme Anthony Edwards, Lamello Ball ou James Wiseman. Pour autant, ses statistiques sont en baisse, et il perd même sa place de titulaire.
McDaniels finit son année avec des moyennes de 13 points, 2,1 passe décisives et 5,8 rebonds par match, avec 21 matchs comme titulaire sur les 31 joués. Il se déclare éligible a la draft NBA 2020 le 15 aout 2020.

## Carrière NBA

### Timberwolves du Minnesota (depuis 2020)
Lors de la Draft NBA 2020, Jaden McDaniels est sélectionné par les Los Angeles Lakers en 28ème position. Il est instantanément échangé au Thunder d'Oklahoma City avec Danny Green contre Denis Schröder, puis finalement aux Timberwolves du Minnesota, avec les droits de draft d'Immanuel Quickley, en échange d'Aleksej Pokuševski.
Lors de ses deux premières saisons avec les Wolves, McDaniels sort du banc comme remplaçant, sans jamais exposer son talent au grand jour. C'est lors des playoffs 2022, contre les Grizzlies de Memphis, qu'il devient le facteur X de son équipe. Ses statistiques a 3 points passent de 30% a 50%, et il durcit sa défense.
Le 10 avril 2023, McDaniels subit une fracture à la main droite après avoir frappé un mur après une victoire de 113 à 108 contre les Pélicans de la Nouvelle-Orléans. De ce fait, il ne peut pas jouer les playoffs 2023 avec son équipe, alors qu'il fait partie des meilleurs défenseur de celle-ci,.
A la fin de la saison 2022-2023, il a des moyenne de 12.1 points, 1 contre, 0.9 interception, 3.9 rebonds, et 1.9 passe décisive par matchs.
Le 23 octobre 2023, quelques jours avant de commencer sa quatrième saison, McDaniels signe une prolongation de contrat de cinq ans d'une valeur de 131 millions de dollars avec les Timberwolves.
Lors d'un match du 14 novembre entre les Timberwolves et les Golden State Warriors, McDaniels a été impliqué dans une altercation sur le terrain au cours de laquelle il a arrêté Klay Thompson et a déchiré son maillot, ce qui a déclenché une bagarre. Son coéquipier des Timberwolves, Rudy Gobert, a tenté d'éloigner Thompson de McDaniels lorsque Draymond Green a mis Gobert dans un étranglement. McDaniels a été expulsé du jeu et a été condamné à une amende pour l'incident.
A l'image de la saison de son équipe, McDaniels s'améliore encore en défense. Il fait partie des titulaires indiscutable de son équipe lors de l'exercice 2023-2024, avec 71 matchs commencer sur les 72 qu'il joueras. Il retrouve les playoffs à partir du 20 avril 2024 contre les Suns de Phoenix.

## Palmarès et distinctions individuelles

### NBA
- NBA All-Defensive Second Team en 2024.

## Statistiques

### Universitaires
Les statistiques de Jaden McDaniels en matchs universitaires sont les suivantes :
| Saison    | Équipe     | Matchs | Titul. | Min./m | % Tir | % 3pts | % LF | Rbds/m. | Pass/m. | Int/m. | Ctr/m. | Pts/m. |
| --------- | ---------- | ------ | ------ | ------ | ----- | ------ | ---- | ------- | ------- | ------ | ------ | ------ |
| 2019-2020 | Washington | 31     | 21     | 31,1   | 40,5  | 33,9   | 76,3 | 5,80    | 2,10    | 0,80   | 1,40   | 13,00  |
| Carrière  | Carrière   | 31     | 21     | 31,1   | 40,5  | 33,9   | 76,3 | 5,80    | 2,10    | 0,80   | 1,40   | 13,00  |

### Professionnelles

#### Saison régulière
| Saison    | Équipe    | Matchs | Titul. | Min./m | % Tir | % 3pts | % LF | Rbds/m. | Pass/m. | Int/m. | Ctr/m. | Pts/m. |
| --------- | --------- | ------ | ------ | ------ | ----- | ------ | ---- | ------- | ------- | ------ | ------ | ------ |
| 2020-2021 | Minnesota | 63     | 27     | 24,0   | 44,7  | 36,4   | 60,0 | 3,70    | 1,10    | 0,60   | 1,00   | 6,80   |
| 2021-2022 | Minnesota | 70     | 31     | 25,8   | 46,0  | 31,7   | 80,3 | 4,20    | 1,10    | 0,70   | 0,80   | 9,20   |
| 2022-2023 | Minnesota | 79     | 79     | 30,6   | 51,7  | 39,8   | 73,6 | 3,90    | 1,90    | 0,90   | 1,00   | 12,10  |
| 2023-2024 | Minnesota | 72     | 71     | 29,2   | 48,9  | 33,7   | 72,2 | 3,10    | 1,40    | 0,90   | 0,60   | 10,50  |
| 2024-2025 | Minnesota | 82     | 82     | 31,9   | 47,7  | 33,0   | 81,3 | 5,70    | 2,00    | 1,30   | 0,90   | 12,20  |
| Carrière  | Carrière  | 366    | 290    | 28,5   | 48,2  | 34,8   | 75,2 | 4,20    | 1,50    | 0,90   | 0,80   | 10,30  |

#### Playoffs
| Saison   | Équipe    | Matchs | Titul. | Min./m | % Tir | % 3pts | % LF | Rbds/m. | Pass/m. | Int/m. | Ctr/m. | Pts/m. |
| -------- | --------- | ------ | ------ | ------ | ----- | ------ | ---- | ------- | ------- | ------ | ------ | ------ |
| 2022     | Minnesota | 6      | 0      | 21,7   | 52,9  | 50,0   | 83,3 | 2,80    | 0,70    | 0,30   | 1,80   | 9,30   |
| 2024     | Minnesota | 16     | 16     | 33,6   | 51,4  | 42,9   | 77,1 | 3,80    | 1,10    | 0,90   | 1,10   | 12,20  |
| Carrière | Carrière  | 22     | 16     | 30,3   | 51,7  | 44,7   | 78,7 | 3,50    | 1,00    | 0,70   | 1,30   | 11,40  |

## Records sur une rencontre en NBA
Les records personnels de Jaden McDaniels en NBA sont les suivants, :
| Type de statistique        | Saison régulière | Saison régulière          | Saison régulière | Playoffs | Playoffs               | Playoffs      |
| Type de statistique        | Record           | Adversaire                | Date             | Record   | Adversaire             | Date          |
| -------------------------- | ---------------- | ------------------------- | ---------------- | -------- | ---------------------- | ------------- |
| Points                     | 30               | Trail Blazers de Portland | 8 février 2025   | 30       | Lakers de Los Angeles  | 25 avril 2025 |
| Paniers marqués            | 13               | @ Hornets de Charlotte    | 5 mars 2025      | 13       | Lakers de Los Angeles  | 25 avril 2025 |
| Paniers tentés             | 21               | @ Hornets de Charlotte    | 5 mars 2025      | 22       | Lakers de Los Angeles  | 25 avril 2025 |
| Paniers à 3 points réussis | 5                | 2 fois                    | 2 fois           | 6        | Mavericks de Dallas    | 22 mai 2024   |
| Paniers à 3 points tentés  | 9                | 3 fois                    | 3 fois           | 9        | Mavericks de Dallas    | 22 mai 2024   |
| Lancers francs réussis     | 9                | @ Thunder d'Oklahoma City | 24 février 2025  | 6        | @ Nuggets de Denver    | 19 mai 2024   |
| Lancers francs tentés      | 9                | @ Thunder d'Oklahoma City | 24 février 2025  | 7        | @ Nuggets de Denver    | 19 mai 2024   |
| Rebonds offensifs          | 6                | Thunder d'Oklahoma City   | 23 février 2025  | 5        | Suns de Phoenix        | 23 avril 2024 |
| Rebonds défensifs          | 10               | 3 fois                    | 3 fois           | 10       | Lakers de Los Angeles  | 27 avril 2024 |
| Rebonds totaux             | 13               | Thunder d'Oklahoma City   | 23 février 2025  | 11       | Lakers de Los Angeles  | 27 avril 2024 |
| Passes décisives           | 7                | @ Jazz de l'Utah          | 23 décembre 2021 | 2        | @ Grizzlies de Memphis | 16 avril 2022 |
| Interceptions              | 5                | @ Lakers de Los Angeles   | 13 décembre 2024 | 1        | 3 fois                 | 3 fois        |
| Contres                    | 5                | Knicks de New York        | 28 décembre 2021 | 3        | 2 fois                 | 2 fois        |
| Balles perdues             | 4                | @ Jazz de l'Utah          | 23 décembre 2021 | 4        | Grizzlies de Memphis   | 21 avril 2022 |
| Minutes jouées             | 45               | @ Bulls de Chicago        | 17 mars 2023     | 38       | Lakers de Los Angeles  | 27 avril 2024 |

- Double-double : 12 (dont 1 en playoffs)
- Triple-double : 0

Dernière mise à jour : 27 avril 2025

## Salaires
Les gains de Jaden McDaniels en carrière sont les suivants :
| Saison      | Équipe                    | Salaire       |
| ----------- | ------------------------- | ------------- |
| 2020-2021   | Timberwolves du Minnesota | 1 964 760 $   |
| 2021-2022   | Timberwolves du Minnesota | 2 063 280 $   |
| 2022-2023   | Timberwolves du Minnesota | 2 161 440 $   |
| 2023-2024   | Timberwolves du Minnesota | 3 901 399 $   |
| Total Gains | Total Gains               | 10 090 879 $  |
| 2024-2025   | Timberwolves du Minnesota | 22 586 207 $  |
| 2025-2026   | Timberwolves du Minnesota | 24 393 104 $  |
| 2026-2027   | Timberwolves du Minnesota | 26 200 001 $  |
| 2027-2026   | Timberwolves du Minnesota | 28 006 898 $  |
| 2028-2029   | Timberwolves du Minnesota | 29 313 790 $  |
| Total       | Total                     | 140 590 879 $ |

- (P) : option joueur

Il signe son contrat rookie le 29 novembre 2020, ce dernier est d'une valeur de 10 090 879 $ sur 4 ans avec des options d'équipe pour les 3e et 4e années de contrat
Le 23 octobre 2023, quelques jours avant de commencer sa quatrième saison, McDaniels signe une prolongation de contrat de cinq ans d'une valeur de 131 millions de dollars avec les Timberwolves.